# Strijela
Strijela je drveni ili metalni štap (šipka) s kamenim ili metalnim šiljkom, koja se izbacuje iz luka ili samostrela.
Dijelovi strijele:
- strelica (koja po obliku može biti: lisna, trokutasta, romboidna) načinjena od kremena, kosti, bakra, bronce ili željeza.
- šipka ili štap, promjera 7 - 10 mm, duga oko polovine dužine luka, izrađivana je od lakog drveta ili trske.
- krila (od lakog drveta ili perja) nataknuta ili zalijepljena na štap.

Vrste strijele:
- obične;
- probojne (engleski luk probija dasku debljine 2,5 - 5 cm);
- otrovne (nalep) premazivane sokom od jadića, liandera, bunike, tatule, velebilja i čemerike i umakane u razni drugi biljni kao i zmijski otrov;
- zapaljive, s namotanom bitumenskom materijalom ili smolom.

## Poveznice
- Luk (oružje)